# Відварена картопля

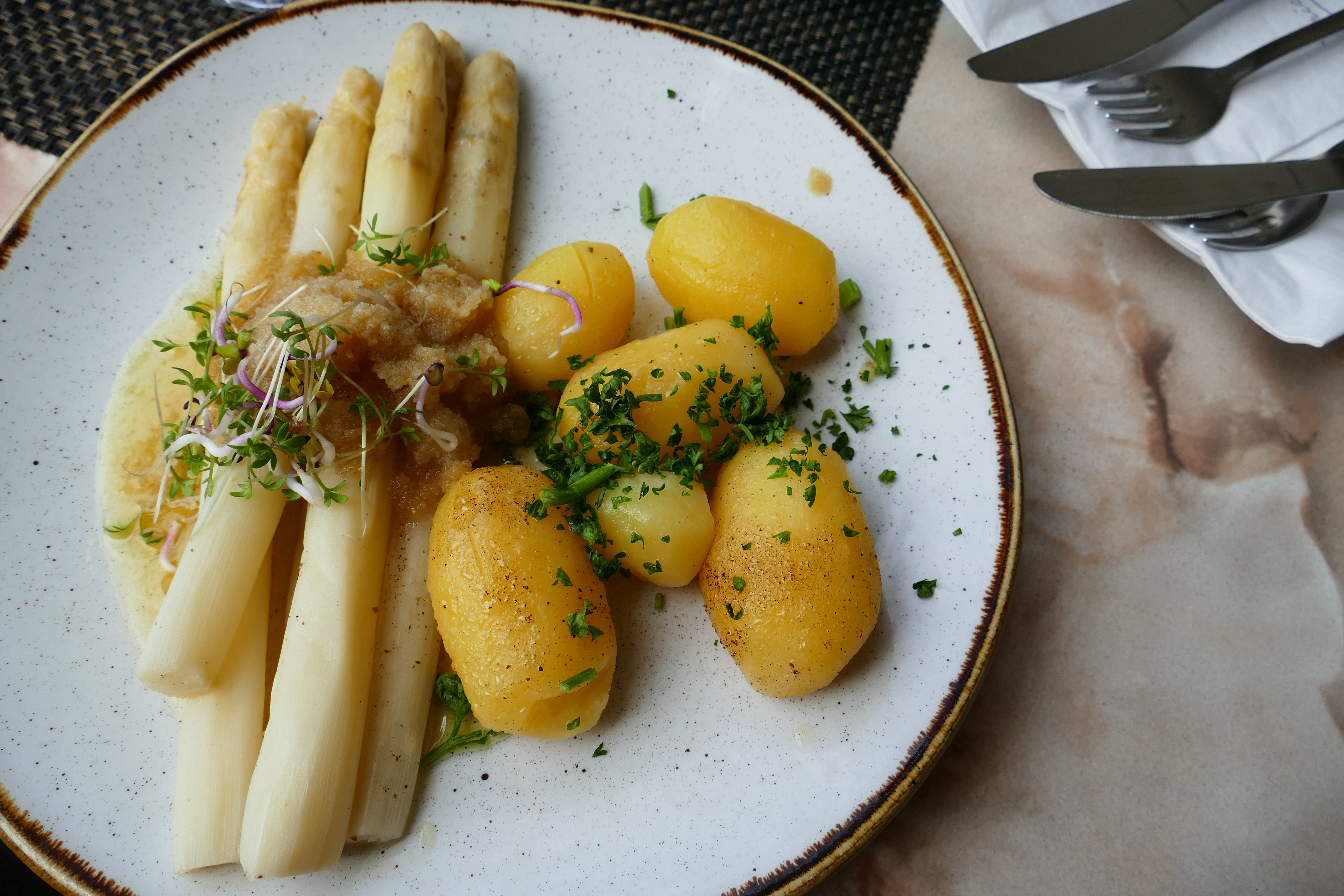
Відварена картопля з білою спаржею

Відварена картопля — проста в приготуванні страва з відварених у підсоленій воді або на пару очищених від шкірки картоплин. Картопля, відварена цілком, зі шкіркою, має назву картопля в мундирі. Відварена картопля вважається другою стравою, часто виступає також гарніром до м'яса або риби. Для відварювання зазвичай вибирають однорідні картоплини, у російській ресторанній кухні їх часто обточують у формі діжок (англез). Воду від звареної у воді картоплі зливають.
Відварену картоплю в російських кулінарних традиціях подають на тарілках, порційних стравах і мельхіорових сковорідках, прикрашають зеленню. Окремо до відвареної картоплі сервірують розтоплене вершкове масло, сметану і томатний або сметанний соуси, а на додаток — солоні або мариновані гриби або квашену капусту.